# فوساتو دي فيكو
فوساتو دي فيكو (بالإيطالية: Fossato di Vico)‏ هي بلدية في مقاطعة بيرودجا في إقليم أومبريا في إيطاليا.

## السكان
في سنة 1861 بلغ عدد السكان 2٬079 نسمة، وتطور العدد ليصل في سنة 2011 لـ 2٬817 نسمة.
يظهر هذا المخطط البياني تطور النمو السكاني لـ فوساتو دي فيكو